# Зета-Джонс, Кэтрин
Кэ́трин Зе́та-Джонс (англ. Catherine Zeta-Jones; род. 25 сентября 1969 года, Суонси, Уэльс, Великобритания) — британская актриса. Лауреат премий «Оскар» (2003),
BAFTA (2003) и двух Премий Гильдии киноактёров США.

## Биография
Кэтрин Зета Джонс родилась 25 сентября 1969 года в Суонси (Уэльс, Великобритания). Её отец — Дэвид Джеймс Джонс, владелец валлийского кондитерского центра, а мать — Патриция Фэйр, швея. Зета — не часть фамилии, а второе имя (Кэтрин Зета Джонс), данное в честь бабушки и ставшее частью актёрского псевдонима. В детстве участвовала в любительских театральных постановках, в 14 лет была приглашена на прослушивание для участия в телешоу.
В 1987 году Джонс дебютировала в Лондоне в мюзикле «42-я улица». Через год ей предложили роль Шахерезады в фильме Филиппа Де Брока «1001 ночь». В 1991 году Кэтрин снялась в телевизионном сериале «Милые бутоны мая», принёсшем ей ещё бо́льшую известность.
Дальнейшая карьера актрисы стремительно развивалась в Голливуде. В 2003 году Зета-Джонс получила «Оскар» за роль второго плана в мюзикле «Чикаго». В родном Уэльсе Кэтрин основала собственную кинокомпанию «Милквуд филмз». Одна из заметных работ актрисы — роль в фильме «Легенда Зорро» (2005) с Антонио Бандерасом.

## Личная жизнь
С 18 ноября 2000 года Зета-Джонс замужем за актёром Майклом Дугласом, с которым она встречалась два года до их свадьбы. У супругов есть двое детей — сын Дилан Майкл Дуглас (род. 08.08.2000) и дочь Кэрис Зета Дуглас (род. 20.04.2003).
В апреле 2011 года Зета-Джонс прошла курс лечения от биполярного аффективного расстройства, а в апреле 2013 года — от биполярного расстройства второго типа.
16 августа 2013 года Майкл Дуглас заявил о намерении подать на развод. Причиной такого заявления послужило то, что актёр «не в силах терпеть больше глобальную депрессию, которая ярко выражена из-за болезни Кэтрин». Однако уже в ноябре 2013 года стало известно, что супруги восстановили свои отношения.  
Актриса свободно владеет валлийским языком.

## Фильмография
| Год       |    | Русское название                                     | Оригинальное название                                           | Роль                     |
| --------- | -- | ---------------------------------------------------- | --------------------------------------------------------------- | ------------------------ |
| 1990      | ф  | Тысяча и одна ночь                                   | Les 1001 nuits                                                  | Шахерезада               |
| 1991      | с  |                                                      | The Play on One                                                 | Кристи                   |
| 1992      | ф  | Христофор Колумб: Завоевание Америки                 | Christopher Columbus: The Discovery                             | Беатрис Энрикес де Арана |
| 1992      | с  |                                                      | Coup de foudre                                                  | имя персонажа неизвестно |
| 1993      | ф  | Перепутанные наследники                              | Splitting Heirs                                                 | Китти                    |
| 1991—1993 | с  | Милые бутоны мая                                     | The Darling Buds of May                                         | Мариет                   |
| 1993      | с  | Хроники молодого Индианы Джонса                      | The Young Indiana Jones Chronicles                              | Майя                     |
| 1994      | с  | Линия судьбы                                         | The Cinder Path                                                 | Виктория Чапман          |
| 1994      | тф | Возвращение на родину                                | The Return of the Native                                        | Юстасия Вэй              |
| 1995      | тф | Екатерина Великая                                    | Catherine the Great                                             | Екатерина II             |
| 1995      | ф  | Синий сок                                            | Blue Juice                                                      | Хлоя                     |
| 1996      | ф  | Фантом                                               | The Phantom                                                     | Сала                     |
| 1996      | тф | Титаник                                              | Titanic                                                         | Изабелла Парадайн        |
| 1998      | ф  | Маска Зорро                                          | The Mask of Zorro                                               | Елена де ла Вега         |
| 1999      | ф  | Западня                                              | Entrapment                                                      | Вирджиния Бейкер         |
| 1999      | ф  | Призрак дома на холме                                | The Haunting                                                    | Тео                      |
| 1999      | в  | Приключения молодого Индианы Джонса: Война в пустыне | The Adventures of Young Indiana Jones: Daredevils of the Desert | Майя                     |
| 2000      | ф  | Фанатик                                              | High Fidelity                                                   | Чарли Николсон           |
| 2000      | ф  | Траффик                                              | Traffic                                                         | Хелена Айала             |
| 2001      | ф  | Любимцы Америки                                      | America's Sweethearts                                           | Гвен Харрисон            |
| 2002      | ф  | Чикаго                                               | Chicago                                                         | Вэлма Келли              |
| 2003      | мф | Легенда семи морей                                   | Sinbad: Legend of the Seven Seas                                | Марина                   |
| 2003      | ф  | Невыносимая жестокость                               | Intolerable Cruelty                                             | Мэрилин                  |
| 2004      | ф  | Терминал                                             | The Terminal                                                    | Амелия Уоррен            |
| 2004      | ф  | Двенадцать друзей Оушена                             | Ocean's Twelve                                                  | Изабель Лахири           |
| 2005      | ф  | Легенда Зорро                                        | The Legend of Zorro                                             | Елена де ла Вега         |
| 2007      | ф  | Вкус жизни                                           | No Reservations                                                 | Кейт Армстронг           |
| 2007      | ф  | Смертельный номер                                    | Death Defying Acts                                              | Мэри Магарви             |
| 2009      | ф  | Нянька по вызову                                     | The Rebound                                                     | Сэнди                    |
| 2012      | ф  | Мужчина нарасхват                                    | Playing for Keeps                                               | Дениз                    |
| 2012      | ф  | Рок на века                                          | Rock of Ages                                                    | Патрисия Уитмор          |
| 2012      | ф  | Фортуна Вегаса                                       | Lay the Favorite                                                | Тулип                    |
| 2013      | ф  | Город порока                                         | Broken City                                                     | Кэтлин Хостетлер         |
| 2013      | ф  | Побочный эффект                                      | Side Effects                                                    | Виктория Сиберт          |
| 2013      | ф  | РЭД 2                                                | Red 2                                                           | Катя                     |
| 2015      | ф  | Папашина армия                                       | Dad's Army                                                      | Роуз Уинтерс             |
| 2017      | с  | Вражда: Бетт и Джоан                                 | Feud: Bette and Joan                                            | Оливия Де Хэвилленд      |
| 2018      | тф | Крёстная мать кокаина                                | Cocaine Godmother                                               | Грисельда Бланко         |
| 2018—2019 | с  | Королева Америка                                     | Queen America                                                   | Вики Элис                |
| 2021      | с  | Блудный сын                                          | Prodigal Son                                                    | доктор Вивьен Кэпшоу     |
| 2022      | с  | Уэнздей                                              | Wednesday                                                       | Мортиша Аддамс           |
| 2022—2023 | с  | Сокровища Нации: на краю истории                     | National Treasure: Edge of History                              | Билли Пирс               |
| 2026      | с  | Убить Джеки                                          | Kill Jackie                                                     | Джеки Прайс              |
| 2026      | ф  | Галеристка                                           | The Gallerist                                                   |                          |

## Награды и номинации
| Награды и номинации                       | Награды и номинации | Награды и номинации                      | Награды и номинации           | Награды и номинации |
| Награда                                   | Год                 | Категория                                | Фильм                         | Итог                |
| ----------------------------------------- | ------------------- | ---------------------------------------- | ----------------------------- | ------------------- |
| Оскар                                     | 2003                | Лучшая женская роль второго плана        | Чикаго                        | Победа              |
| Сатурн                                    | 1999                | Лучшая актриса                           | Маска Зорро                   | Номинация           |
| BAFTA                                     | 2003                | Лучшая женская роль второго плана        | Чикаго                        | Победа              |
| Blockbuster Entertainment Awards          | 1999                | Прорыв — актриса                         | Маска Зорро                   | Победа              |
| Blockbuster Entertainment Awards          | 2000                | Любимая актриса — Ужасы                  | Призрак дома на холме         | Номинация           |
| Blockbuster Entertainment Awards          | 2000                | Любимая актриса — Боевик                 | Западня                       | Победа              |
| Blockbuster Entertainment Awards          | 2001                | Любимая актриса второго плана — Драма    | Траффик                       | Номинация           |
| Broadcast Film Critics Association Awards | 2003                | Лучшая актриса второго плана             | Чикаго                        | Победа              |
| Broadcast Film Critics Association Awards | 2003                | Лучший актёрский ансамбль                | Чикаго                        | Победа              |
| Broadcast Film Critics Association Awards | 2005                | Лучший актёрский ансамбль                | Двенадцать друзей Оушена      | Номинация           |
| Ассоциация кинокритиков Чикаго            | 2001                | Лучшая актриса второго плана             | Траффик                       | Номинация           |
| Empire Awards                             | 2002                | Лучшая британская актриса                | Траффик                       | Номинация           |
| European Film Awards                      | 1999                | Лучшая актриса                           | Западня                       | Победа              |
| Evening Standard British Film Awards      | 2003                | Лучшая актриса                           | Чикаго                        | Победа              |
| Золотой глобус                            | 2001                | Лучшая актриса второго плана             | Траффик                       | Номинация           |
| Золотой глобус                            | 2003                | Лучшая женская роль (комедия или мюзикл) | Чикаго                        | Номинация           |
| Hasty Pudding Theatricals                 | 2005                | Женщина года                             |                               | Победа              |
| MTV Movie Awards                          | 1999                | Лучший прорыв — актриса                  | Маска Зорро                   | Номинация           |
| MTV Movie Awards                          | 1999                | Лучшая драка                             | Маска Зорро                   | Номинация           |
| Online Film Critics Society Awards        | 2003                | Лучшая актриса второго плана             | Чикаго                        | Номинация           |
| Выбор народа                              | 2006                | Любимая актриса (боевик)                 |                               | Номинация           |
| Phoenix Film Critics Society Awards       | 2003                | Лучший актёрский ансамбль                | Чикаго                        | Номинация           |
| Phoenix Film Critics Society Awards       | 2003                | Лучшая актриса второго плана             | Чикаго                        | Победа              |
| Золотая малина                            | 2000                | Худшая экранная пара                     | Призрак дома на холме         | Номинация           |
| Золотая малина                            | 2000                | Худшая экранная пара                     | Западня                       | Номинация           |
| Золотая малина                            | 2000                | Худшая актриса                           | Западня Призрак дома на холме | Номинация           |
| Премия Гильдии киноактёров США            | 2001                | Лучший актёрский ансамбль — кинофильм    | Траффик                       | Победа              |
| Премия Гильдии киноактёров США            | 2003                | Лучший актёрский ансамбль — кинофильм    | Чикаго                        | Победа              |
| Премия Гильдии киноактёров США            | 2003                | Лучшая женская роль второго плана        | Чикаго                        | Победа              |
| ShoWest Convention                        | 1999                | Лучшая актриса второго плана года        |                               | Победа              |
| ShoWest Convention                        | 2003                | Лучшая актриса второго плана года        |                               | Победа              |